# Minyūsha
 Minyūsha (民友社) est une maison d'édition japonaise, active de 1887 à 1933.
Elle publie et fait connaitre les thèses de Yamaji Aizan, Tokutomi Sohō, ou encore Takekoshi Yosaburō, représentants du courant intellectuel du Bunmei-kaika.